# Dompelbad

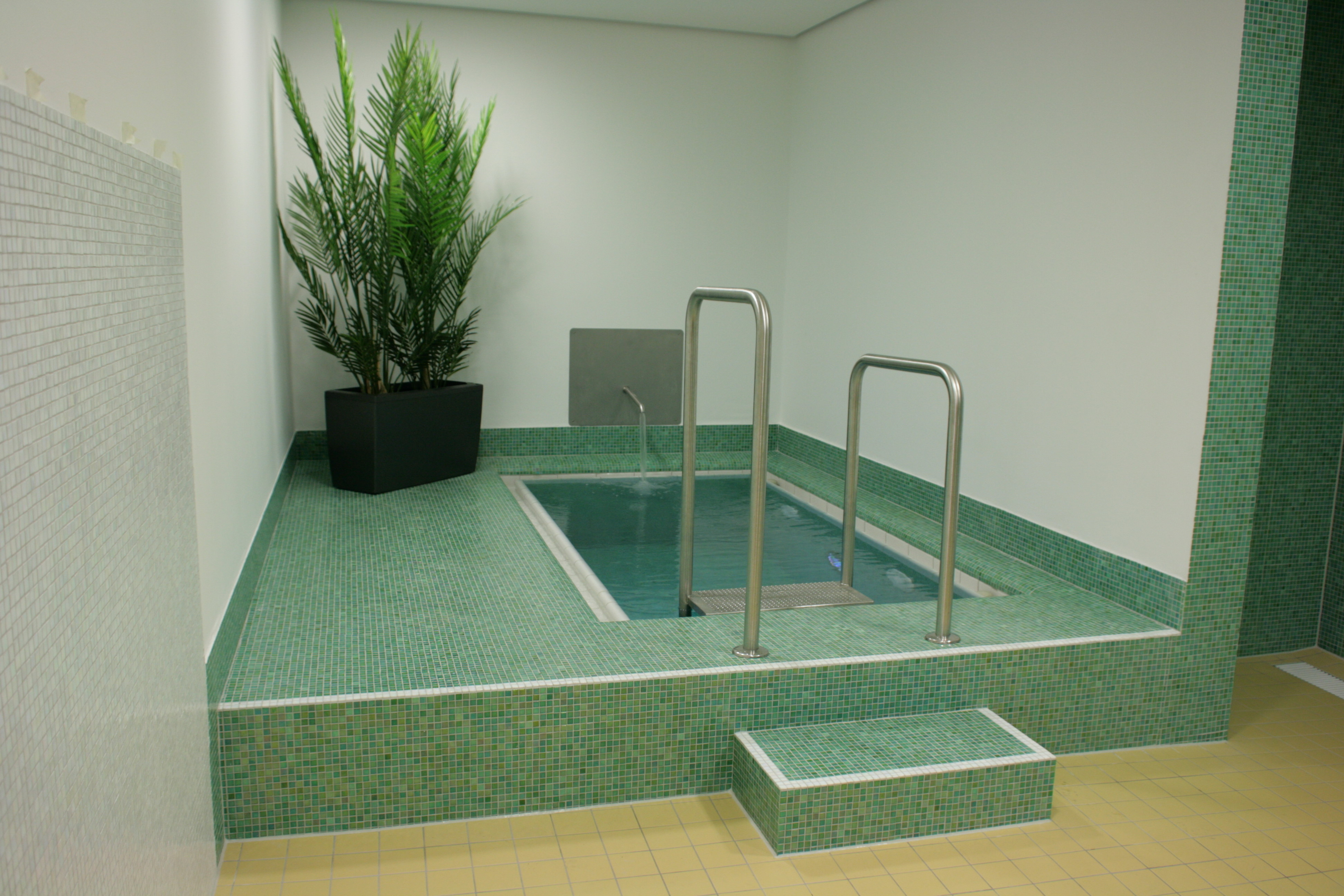
Een koud dompelbad bij een saunabedrijf

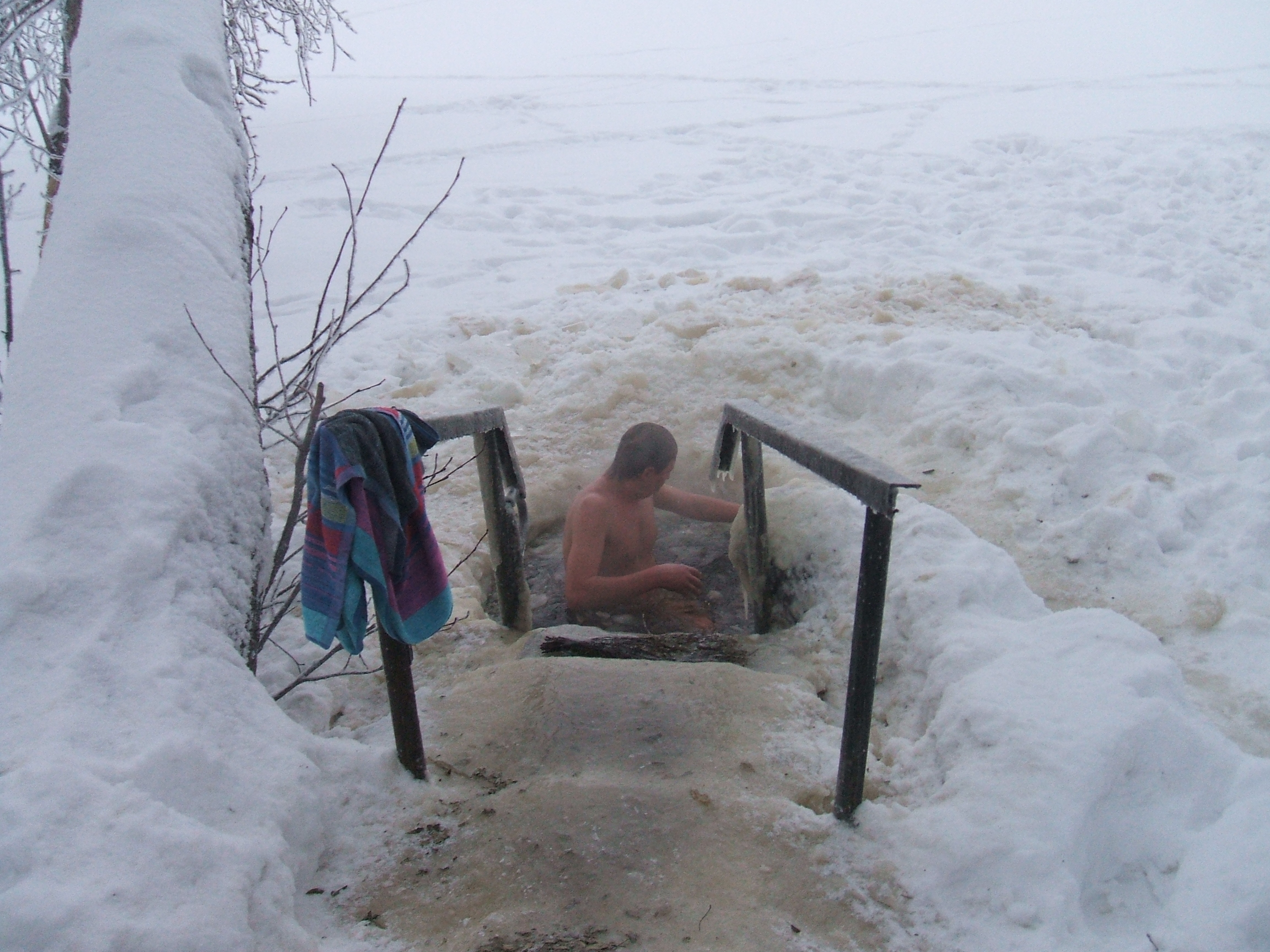
Een natuurlijk dompelbad

Met een dompelbad wordt een koud waterbad bedoeld ter afkoeling van het lichaam of om slechts het aangename gevoel van het koude water te ervaren.
In het oude Rome kende men het koude bad als Frigidarium. 
Meestal gebeurt het afkoelen in een grote met koud water gevulde ton of soortgelijk smal bad.  Van origine wordt in Finland in een nabijgelegen meer een wak in het natuurijs gehakt, waarin bezoekers van een sauna hun lichaam aan het einde van een saunagang kunnen afkoelen. Bij sauna's in zwembaden zijn dompelbaden vaak uitgevoerd als kleine zwembadjes. De bedoeling is om daarmee de gestegen lichaamstemperatuur te verlagen. Tijdens deze daling van de temperatuur worden bloedvaten geprikkeld en de bloedsomloop bevorderd. In deze zin werkt het als een wisselbad.
Ook wordt er weleens een dompelbad als zelfstandige gebeurtenis genomen. Het krijgt dan het karakter van oppepper, winterzwemmen of nieuwjaarsduik.
De temperatuur van een dompelbad is doorgaans lager dan 5 graden Celsius. In koudere baden kan er ook nog ijs rond drijven.
Als alternatief voor een dompelbad kan na een saunabezoek ook een koude douche worden genomen om af te koelen. Het beste is dan om hierbij alleen de koude kraan open te draaien, zodat er alleen koud water uit de douche komt. Dit geeft dan min of meer hetzelfde effect als een dompelbad. Dit is een goede optie als er geen dompelbad voorhanden is.